# Lars Jansson
Lars Jansson (8. oktober 1926 – 31. juli 2000) var en finsk forfatter og kunster. Han var bror til den mere kendte Tove Jansson. 
Da Tove i 1958 ikke synes at arbejdet med Mumitroldene var inspirerende nok, tog han over tekstskrivningen. Og da Toves kontrakt med Associated Newspaper blev udgivet i 1961, tog han over tegningen af serien.
Helt frem til sin død arbejdede Lars som kunstnerlig rådgiver for den kommercielle brug af Mumitroldene: Licenserede produkter, seriehæfter, album, teater, opera, film, radio og TV.